# Untersiggenthal
Untersiggenthal is een gemeente en plaats in het Zwitserse kanton Aargau en maakt deel uit van het district Baden.
Untersiggenthal telt 7.043 inwoners.